# Marco Fólio Flacinador
Marco Fólio Flacinador (em latim: Marcus Folius Flaccinator) foi um político da gente Fólia nos primeiros anos da República Romana eleito tribuno consular em 433 a.C. com Marco Fábio Vibulano e Lúcio Sérgio Fidenato, os três patrícios.

## Tribuno consular (433 a.C.)
Durante seu mandato, Roma sofreu novamente com uma epidemia, especialmente na zona rural, o que resultou em fome. Um templo dedicado a Apolo Sosiano foi projetado na esperança de limitar o alcance da fome, mas perdas de homens e animais ficaram críticas. Os tribunos tentaram remediar a situação importando cereais da Sicília. Ele serviu mais tarde como pontífice máximo.